# Восстановление лица по черепу
Восстановление лица по черепу (метод Михаила Михайловича Герасимова) — это процесс воссоздания лица человека (личность которого часто неизвестна) из его скелетных останков посредством объединения артистизма, антропологии, остеологии и анатомии. Чаще всего реконструкция лица оказывается вполне успешной, поэтому исследования и методологические разработки продолжают развиваться.
В дополнение к останкам, участвующим в уголовных расследованиях, создаются реконструкции лиц, которые имеют историческую ценность, а также останков доисторических гоминидов и людей.

## История

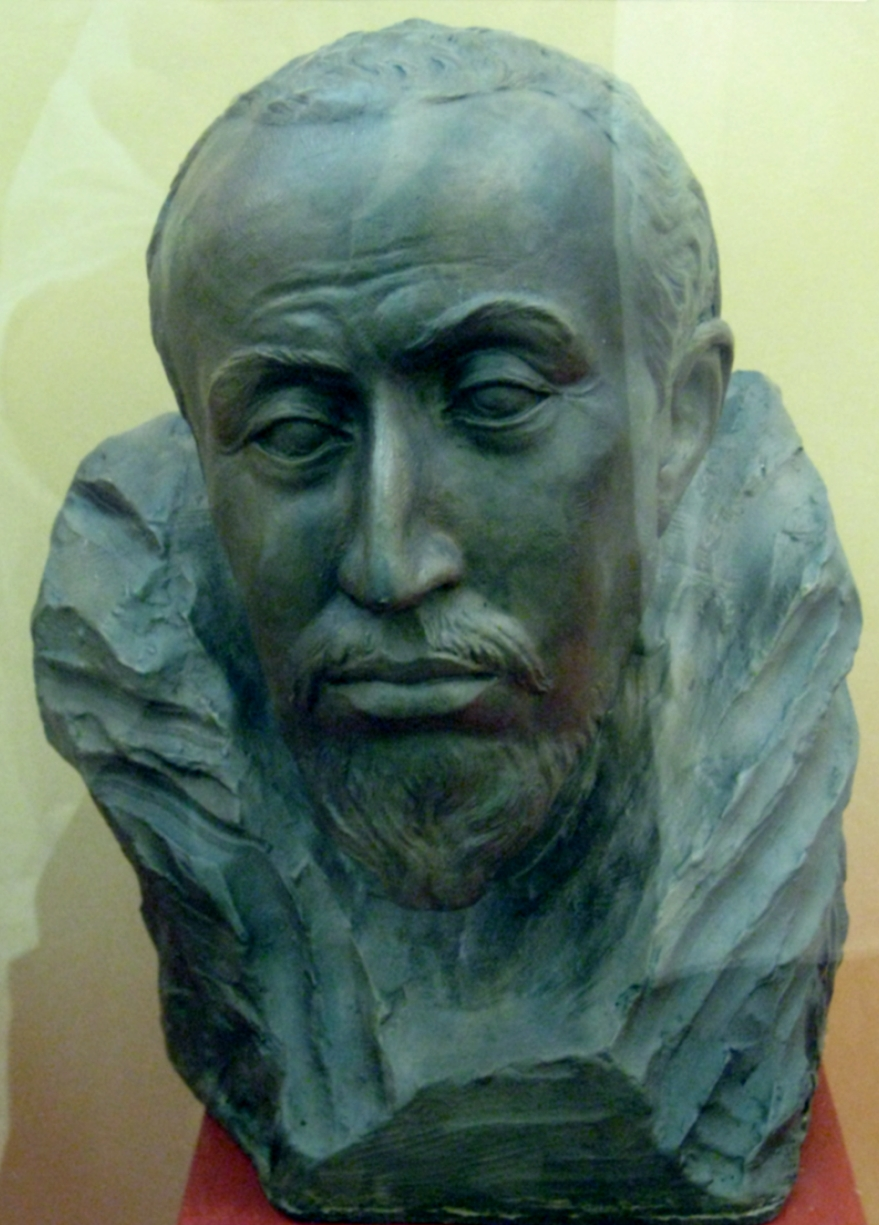
Реконструкция облика царя Фёдора Иоанновича. Автор Михаил Герасимов, 1963

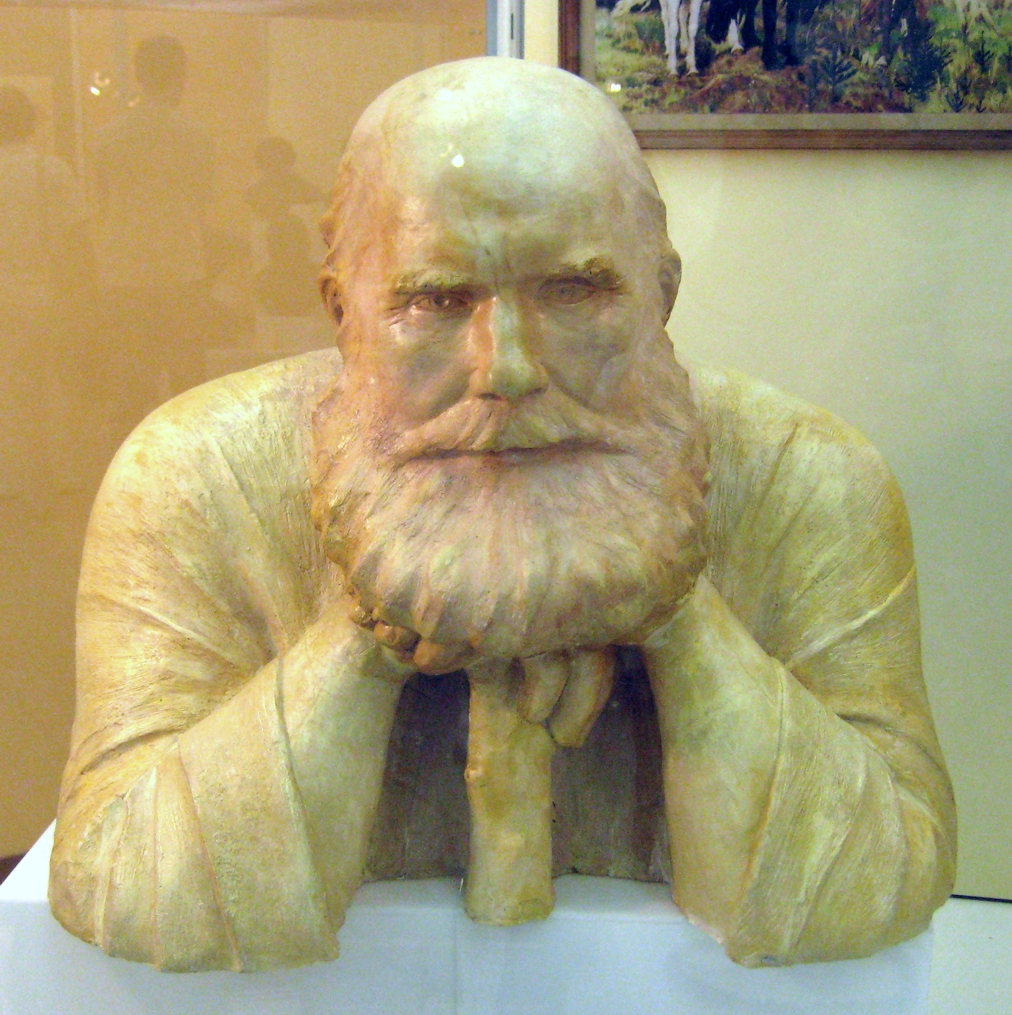
Реконструкция облика Святого Илии Печерского (1150—1203). Автор Сергей Никитин, 1989

Когда и у кого впервые возникла мысль о возможности восстановления облика ископаемого человека по данным черепа, в настоящий момент сказать трудно. Во всяком случае, уже в 1877 году немецкий анатом Герман Шаафгаузен предпринимает первую попытку воспроизведения по черепам раннеметаллической эпохи внешнего облика человека.
В современном виде данный метод создал и научно обосновал советский учёный-антрополог, доктор исторических наук Михаил Герасимов. В 1940-е годы он разработал метод восстановления внешности человека по костной структуре черепа. Метод Герасимова даёт возможность воссоздать черты лица, учитывая определённые соотношения толщины мягких тканей и особенностей черепа.
Герасимов замерял толщину мягких покровов на спилах замороженных голов трупов, очень подробно изучал места крепления мышц и связок, препарируя глазную и носовую области лица. Результатом стал вывод, что череп вполне может служить источником информации о том, как на его поверхности сплетаются ткани, рельеф которых также можно высчитать.
В США с 1980-х годов применяется метод 2D-реконструкции лица, который был впервые предложен Карен Т. Тейлор из Остина, штат Техас.

## Техника реконструкции

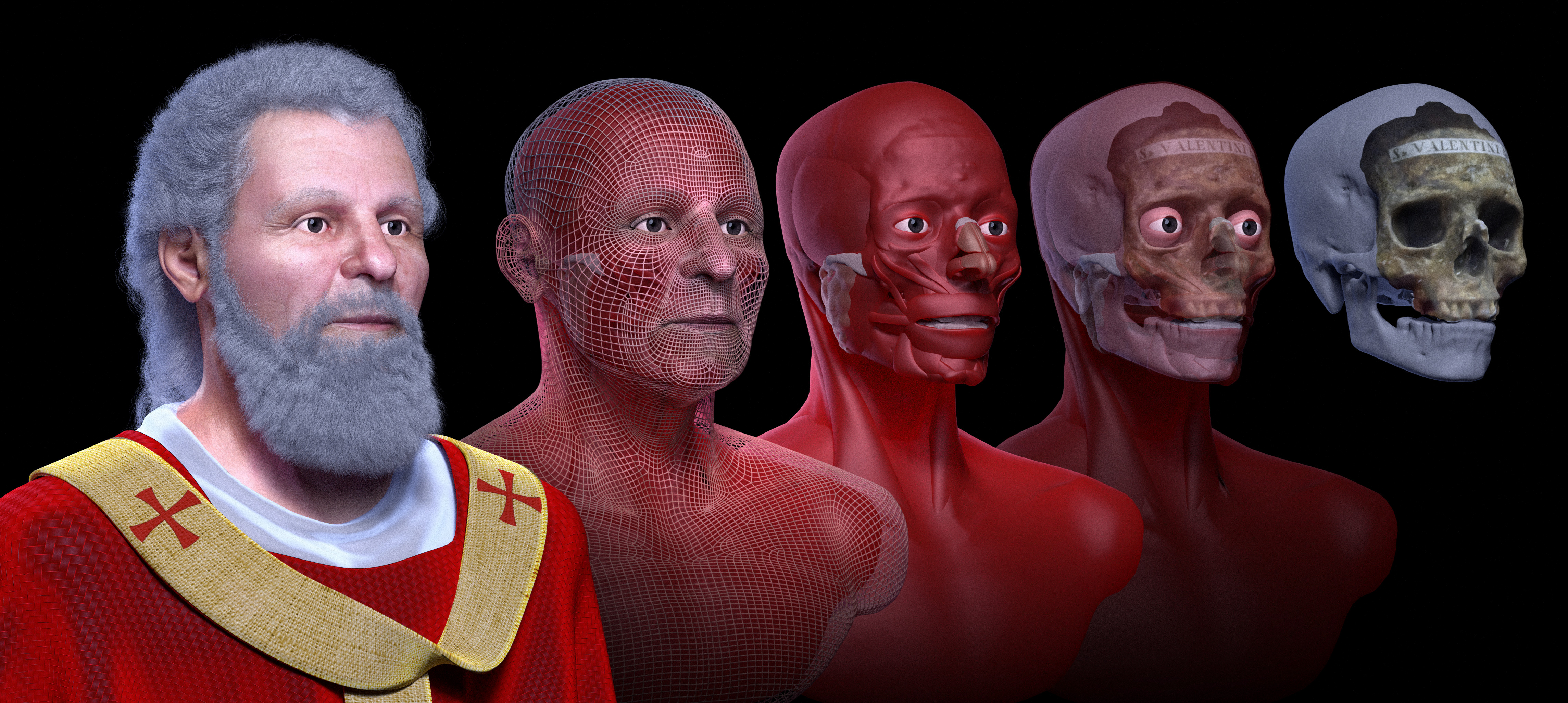
Реконструкция внешности Святого Валентина (ум. 269). Автор Цицеро Мораес, Бразилия (2017)

Этапы реконструкции внешности древней египтянки. Автор Цицеро Мораес, 2012

Череп является основой восстановления лица. Иногда на костях находят остатки мягких тканей. При тщательном осмотре судмедэксперт может довольно подробно определить толщину мягких тканей на оставшихся участках черепа, основываясь на их наличии. Это устраняет один из самых сложных аспектов реконструкции — оценку толщины ткани. Кроме того, любые другие физические доказательства, обнаруженные вместе с останками (например, украшения, волосы, очки и т. д.), имеют важное значение для заключительных этапов реконструкции, поскольку они напрямую отражают внешний вид данного человека.
Герасимов проводил следующую процедуру: лицо разбивал на зоны с вершинами, которые измерял или с помощью ультразвука, или пальпаторно-маркировочным методом, суть которого заключается в прощупывании пальцами некоторых точек скелета, формируя карту лица, которая напоминает топографическую карту местности. Затем скульптор крепит к копии черепа «колышки» с указанными размерами высоты, это и есть точки, помеченные учёными. С накоплением данных количество точек, то есть подробностей карты лица, всё время увеличивается. Это более ста измерительных и описательных параметров с промерами некоторых костных структур.
Тем не менее отдельные части лица создать проблематично, потому что невозможно понять полностью, как определить рельефы хрящевой части носа. Вклад в дальнейшее развитие методики Герасимова внесла российский антрополог Галина Лебединская. Она проанализировала сотни рентгенограмм и пришла к выводу, что контур хрящевой части наружного носа является зеркальным отображением контура грушевидного отверстия относительно линии, проведённой через точку ринион (rhinion) параллельно прямой, соединяющей антропометрические точки назион (nasion) и простион (prostion).